# Point Ligoure
Point Ligoure es una localidad de Trinidad y Tobago, que forma parte del borough de Punta Fortín.

## Geografía
La localidad abarca parte de la isla Trinidad y limita al norte con  el golfo de Paria, al sur con Hollywood, al este con Punta Fortín y Egypt Village y al oeste con Fanny Village.

## Demografía
Datos demográficos de la localidad de Point Ligoure:
| Gráfica de evolución demográfica de Point Ligoure entre 2000 y 2011 |
|                                                                     |